# Januszewko
Januszewko (deutsch Johannisberg) war ein Ort in der polnischen Woiwodschaft Ermland-Masuren. Die Ortsstelle liegt im Gebiet der Gmina Jeziorany (Stadt-und-Land-Gemeinde Seeburg) im Powiat Olsztyński (Kreis Allenstein).
Die Ortsstelle Januszewkos liegt in der westlichen Mitte der Woiwodschaft Ermland-Masuren, 27 Kilometer südwestlich der einstigen Kreisstadt Rößel (polnisch Reszel) bzw. 27 Kilometer nordöstlich der heutigen Kreismetropole und auch Woiwodschaftshauptstadt Olsztyn (deutsch Allenstein).
Der Abbau Merkisch, bestehend aus einem mittleren Hof, erhielt am 11. Oktober 1851 den Namen „Johannisberg“. Von  1874 bis 1945 war Johannisberg ein Wohnplatz innerhalb der Stadtgemeinde Seeburg (polnisch Jeziorany) im ostpreußischen Kreis Rößel. Die Zahl der Einwohner belief sich 1885 genauso wie 1905 auf 21.
In Kriegsfolge fiel 1945 das gesamte südliche Ostpreußen an Polen. Johannisberg erhielt in diesem Zusammenhang die polnische Namensform „Januszewko“. Wohl nur noch wenige Jahre später wurde der Ort besiedelt, denn es verliert sich dann seine Spur, sein Name wird offiziell nicht mehr genannt. Januszewko gilt als untergegangener Ort. Seine Ortsstelle gehört zur Gmina Jeziorany (Seeburg) im Powiat Olsztyński (Kreis Allenstein) in der Woiwodschaft Ermland-Masuren.
Kirchlich war Johannisberg vor 1945 sowohl evangelischer- als auch römisch-katholischerseits mit der Stadt Seeburg verbunden.
Die kaum noch wahrnehmbare Ortsstelle Januszewkos ist von Jeziorany aus unweit der Straße nach Miejska Wieś (Bürgerdorf) zu erreichen.